# Сицовиці
Сицовиці (пол. Sycowice, нім. Leitersdorf) — село в Польщі, у гміні Червенськ Зеленогурського повіту Любуського воєводства.
Населення — 262 особи (2011).
У 1975-1998 роках село належало до Зеленогурського воєводства.

## Демографія
Демографічна структура станом на 31 березня 2011 року:
|          | Загалом | Допрацездатний вік | Працездатний вік | Постпрацездатний вік |
| -------- | ------- | ------------------ | ---------------- | -------------------- |
| Чоловіки | 137     | 26                 | 95               | 16                   |
| Жінки    | 125     | 22                 | 74               | 29                   |
| Разом    | 262     | 48                 | 169              | 45                   |